# ليغاند الدوائية
شركة ليغاند الدوائية (بالإنجليزية: Ligand Pharmaceuticals)‏ هي شركة صيدلانية بيولوجية يقع مقرها في لاهويا، كاليفورنيا في الولايات المتحدة. تطور هذه الشركة برامج من خلال مجموعة من الاستراتيجيات وخصائص متنوعة في مجال الصناعات الدوائية.
لشركة ليغاند الدوائية شراكات من حوالي 120 شركة صيدلانية.
كما للشركة تعاون مع شركات دوائية كبرى مثل نوفارتس وفايزر وميرك وبريستول سكويب مايرز وغيرها.